# Partido dos Trabalhadores
Partido dos Trabalhadores (dansk: Arbejderpartiet) er et brasiliansk socialistisk, socialdemokratisk, gramsciansk og trotskistisk parti. Partiet består af en blanding af venstreorienterede og centrum-venstre partier, lige fra kommunister til socialliberale.
Det er anerkendt som et af de største og vigtigste venstreorienterede bevægelser i Latinamerika.
Partiet er medlem af Foro de São Paulo.

## Historie
Partido dos Trabalhadores blev officielt grundlagt af en gruppe af intelligentsia, kunstnere og arbejdere den 10. februar, 1980 i São Paulo. Brasiliens 35. præsident Luiz Inácio Lula da Silva, en af grundlæggerne, er det mest berømte medlem af partiet. Mange kendte kunstnere, især fra samba og salsa (musik) musikmiljøet, var til stede til stiftelsen.
Partiet blev juridisk anerkendt som en del af den brasilianske valggruppe Superior Court den 11. februar 1982.

## Popularitet
Siden 1990 er partiet vokset i popularitet og har vundet mange kommunalvalg i mange vigtige byer såsom Sao Paulo og Porto Alegre, såvel som i nogle stater; den vigtigste var Rio Grande do Sul. Luiz Inácio Lula da Silva vandt præsident valget i 2002 og senere igen i 2023.

## Valgresultater siden stiftelsen af partiet
| År                                                                      | Kandidat                       | Vicepræsidentkandidat   | Koalition                                                   | Første rundte | Første rundte | Anden runde | Anden runde | Resultat |
| År                                                                      | Kandidat                       | Vicepræsidentkandidat   | Koalition                                                   | Stemmer       | %             | Stemmer     | %           | Resultat |
| ----------------------------------------------------------------------- | ------------------------------ | ----------------------- | ----------------------------------------------------------- | ------------- | ------------- | ----------- | ----------- | -------- |
| 1989                                                                    | Luiz Inácio Lula da Silva (PT) | José Paulo Bisol (PSB)  | PT; PSB; PCdoB                                              | 11,622,673    | 16.1% (#2)    | 31,076,364  | 47.0% (#2)  | Tabte    |
| 1994                                                                    | Luiz Inácio Lula da Silva (PT) | Aloízio Mercadante (PT) | PT; PSB; PCdoB; PPS; PV; PSTU                               | 17,122,127    | 27.0% (#2)    | –           | –           | Tabte    |
| 1998                                                                    | Luiz Inácio Lula da Silva (PT) | Leonel Brizola (PDT)    | PT; PDT; PSB; PCdoB; PCB                                    | 21,475,211    | 31.7% (#2)    | –           | –           | Tabte    |
| 2002                                                                    | Luiz Inácio Lula da Silva (PT) | José Alencar (PL)       | PT; PL; PCdoB; PMN; PCB                                     | 39,455,233    | 46.4% (#1)    | 52,793,364  | 61.3% (#1)  | Vandt    |
| 2006                                                                    | Luiz Inácio Lula da Silva (PT) | José Alencar (PRB)      | PT; PRB; PCdoB                                              | 46,662,365    | 48.6% (#1)    | 58,295,042  | 60.8% (#1)  | Vandt    |
| 2010                                                                    | Dilma Rousseff (PT)            | Michel Temer (PMDB)     | PT; PMDB; PR; PSB; PDT; PCdoB; PSC; PRB; PTC; PTN           | 47,651,434    | 46.9% (#1)    | 55,752,529  | 56.1% (#1)  | Vandt    |
| 2014                                                                    | Dilma Rousseff (PT)            | Michel Temer (PMDB)     | PT; PMDB; PSD; PP; PR; PDT; PRB; PROS; PCdoB                | 43,267,668    | 41.6% (#1)    | 54,501,118  | 51.6% (#1)  | Vandt    |
| 2018                                                                    | Fernando Haddad (PT)           | Manuela d'Ávila (PCdoB) | PT; PCdoB; PROS                                             | 31,341,997    | 29.3% (#2)    | 47,040,380  | 44.8% (#2)  | Tabte    |
| 2022                                                                    | Luiz Inácio Lula da Silva (PT) | Geraldo Alckmin (PSB)   | PT; PCdoB; PV; PSOL; REDE; PSB; Solidariedade; Avante; Agir | 57,259,405    | 48.4% (#1)    | 60,325,504  | 50.9% (#1)  | Vandt    |
| Kilde: Election Resources: Federal Elections in Brazil – Results Lookup |                                |                         |                                                             |               |               |             |             |          |

## Samarbejde
Partiet samarbejder med venstreorienterede præsidenter og partier rundt omkring i Latinamerika. Da nu afdøde Hugo Chávez var præsident i Venezuela var der tæt samarbejde med ham og partiet, ligesom det blev der arbejdet tæt sammen med Bolivias tidligere præsident Evo Morales og Movimiento al Socialismo.